# 华南蓼
华南蓼（学名：Polygonum huananense）为蓼科蓼属下的一个种。